# Саут-Ист Квинсленд Старз
«Саут-Ист Квинсленд Старз» (англ. South East Queensland Stars) — это австралийская профессиональная женская баскетбольная команда, выступавшая в женской национальной баскетбольной лиге (ЖНБЛ). Команда базировалась в городе Брисбен (штат Квинсленд).
Команда была основана в 2015 году и провела в ЖНБЛ всего один сезон. Она дебютировала в лиге 9 октября 2015 года домашним матчем против клуба «Бендиго Спирит», в котором победила со счётом 80:63. В состав «Саут-Ист Квинсленд Старз» были приглашены игроки женской сборной Австралии, Эрин Филлипс, Рейчел Джарри и Ребекка Аллен, а на пост главного тренера ангажировали участника четырёх Олимпиад в составе мужской сборной Австралии Шейна Хила, однако Эрин Филлипс в межсезонье получила травму и не провела за новую команду ни одного матча. Свой единственный сезон в ЖНБЛ «Звёздам» явно удался, команда пробилась в финальные игры, заняв четвёртое место в регулярном чемпионате, но без борьбы проиграла в предварительном финале победителю турнира, команде «Таунсвилл Файр», со счётом 71:91. Ещё по ходу регулярного чемпионата клуб столкнулся с финансовыми трудностями, но всё-таки смог его доиграть и был расформирован сразу после его завершения, так и не дождавшись спонсорской помощи. «Саут-Ист Квинсленд» занял в первенстве место ещё одной команды из штата Квинсленд «Логан Тандер», которая перед началом сезона 2014/15 годов также испытывала финансовые проблемы, поэтому в сентябре 2014 года снялась с первенства, а затем была понижена в ранге, вернувшись в полупрофессиональную Квинслендскую баскетбольную лигу (КБЛ), в которой выступала до прихода в ЖНБЛ.

## Участия в больших финалах ЖНБЛ
«Саут-Ист Квинсленд Старз» за свою очень короткую историю ни разу не участвовал в больших финалах ЖНБЛ.

## Протокол сезонов ЖНБЛ
| Сезон                    | Место                    | Регулярный чемпионат     | Регулярный чемпионат     | Регулярный чемпионат     | Финалы | Тренер                                             |
| Сезон                    | Место                    | Победы                   | Поражения                | Процент                  | Финалы | Тренер                                             |
| Саут-Ист Квинсленд Старз | Саут-Ист Квинсленд Старз | Саут-Ист Квинсленд Старз | Саут-Ист Квинсленд Старз | Саут-Ист Квинсленд Старз | Саут-Ист Квинсленд Старз                                                                                             | Саут-Ист Квинсленд Старз                           |
| ------------------------ | ------------------------ | ------------------------ | ------------------------ | ------------------------ | --- | -------------------------------------------------- |
| 2015/16                  | 4-е                      | 15                       | 9                        | 62,5                     | Выиграла в полуфинале у «Данденонга» со счётом 86:82 Проиграла в предварительном финале «Таунсвиллу» со счётом 71:91 | Шейн Хил                                           |
| Регулярки                | Регулярки                | 15                       | 9                        | 62,5                     | Ни одного титула победителя регулярного чемпионата                                                                   | Ни одного титула победителя регулярного чемпионата |
| Финалы                   | Финалы                   | 1                        | 1                        | 50,0                     | Ни одного титула победителя турнира женской НБЛ                                                                      | Ни одного титула победителя турнира женской НБЛ    |

## Статистика игроков
| Лучшие игроки команды по пяти главным статистическим показателям | Лучшие игроки команды по пяти главным статистическим показателям | Лучшие игроки команды по пяти главным статистическим показателям | Лучшие игроки команды по пяти главным статистическим показателям | Лучшие игроки команды по пяти главным статистическим показателям | Лучшие игроки команды по пяти главным статистическим показателям |
| Сезоны                                                           | PPG                                                              | RPG                                                              | APG                                                              | SPG                                                              | BPG                                                              |
| ---------------------------------------------------------------- | ---------------------------------------------------------------- | ---------------------------------------------------------------- | ---------------------------------------------------------------- | ---------------------------------------------------------------- | ---------------------------------------------------------------- |
| 2015/16                                                          | Джордан Хупер (18,5)                                             | Джордан Хупер (8,6)                                              | Лорен Мансфилд (5,5)                                             | Ребекка Аллен (1,8)                                              | Ребекка Аллен (1,0)                                              |

## Состав в сезоне 2015/16
| \| Поз. \| № \| Гражд. \| Имя \| Дата рождения (возраст) \| Рост \| Вес \| Звание \| \| ---- \| -- \| ------ \| ---------------- \| -------------------------- \| ------ \| --- \| ------ \| \| З \| 2 \| \| Шайла Хил \| 19 сентября 2001 (23 года) \| 167 см \| \| \| \| Ф \| 3 \| \| Джордан Хупер \| 20 февраля 1992 (33 года) \| 188 см \| \| \| \| З \| 5 \| \| Бри Фарли \| 3 сентября 1990 (34 года) \| 178 см \| \| \| \| Ф/Ц \| 7 \| \| Надин Пейн \| 7 июня 1993 (32 года) \| 188 см \| \| \| \| З/Ф \| 8 \| \| Стефани Бейрстоу \| 10 октября 1994 (30 лет) \| 188 см \| \| \| \| З \| 9 \| \| Ребекка Аллен \| 6 ноября 1992 (32 года) \| 188 см \| \| \| \| З \| 10 \| \| Лорен Мансфилд \| 18 декабря 1989 (35 лет) \| 170 см \| \| \| \| Ф \| 11 \| \| Дениша Столлуорт \| 5 мая 1992 (33 года) \| 191 см \| \| \| \| Ф \| 12 \| \| Рейчел Джарри \| 6 декабря 1991 (33 года) \| 185 см \| \| \| \| З \| 13 \| \| Эрин Филлипс \| 19 мая 1985 (40 лет) \| 173 см \| \| \| \| З \| 14 \| \| Эми Льюис \| 14 мая 1986 (39 лет) \| 175 см \| \| \| \| Ф \| 25 \| \| Ифи Ибекве \| 5 октября 1989 (35 лет) \| 187 см \| \| \| \| Ц \| 45 \| \| Эмма Маккензи \| 17 октября 1990 (34 года) \| 189 см \| \| \| | Главный тренер - Шейн Хил Ассистенты тренера Легенда - (К) — Капитан команды Последнее изменение: 23 ноября 2019 года |                |                  |                            |        |     |        |
| Поз. | № | Гражд.         | Имя              | Дата рождения (возраст)    | Рост   | Вес | Звание |
| З | 2 | Флаг Австралии | Шайла Хил        | 19 сентября 2001 (23 года) | 167 см |     |        |
| Ф | 3 | Флаг США       | Джордан Хупер    | 20 февраля 1992 (33 года)  | 188 см |     |        |
| З | 5 | Флаг Австралии | Бри Фарли        | 3 сентября 1990 (34 года)  | 178 см |     |        |
| Ф/Ц | 7 | Флаг Австралии | Надин Пейн       | 7 июня 1993 (32 года)      | 188 см |     |        |
| З/Ф | 8 | Флаг Австралии | Стефани Бейрстоу | 10 октября 1994 (30 лет)   | 188 см |     |        |
| З | 9 | Флаг Австралии | Ребекка Аллен    | 6 ноября 1992 (32 года)    | 188 см |     |        |
| З | 10 | Флаг Австралии | Лорен Мансфилд   | 18 декабря 1989 (35 лет)   | 170 см |     |        |
| Ф | 11 | Флаг США       | Дениша Столлуорт | 5 мая 1992 (33 года)       | 191 см |     |        |
| Ф | 12 | Флаг Австралии | Рейчел Джарри    | 6 декабря 1991 (33 года)   | 185 см |     |        |
| З | 13 | Флаг Австралии | Эрин Филлипс     | 19 мая 1985 (40 лет)       | 173 см |     |        |
| З | 14 | Флаг Австралии | Эми Льюис        | 14 мая 1986 (39 лет)       | 175 см |     |        |
| Ф | 25 | Флаг США       | Ифи Ибекве       | 5 октября 1989 (35 лет)    | 187 см |     |        |
| Ц | 45 | Флаг Австралии | Эмма Маккензи    | 17 октября 1990 (34 года)  | 189 см |     |        |

## Тренеры
| Тренер   | Сезоны  | Победы и поражения (процент) | Победы и поражения (процент) |
| Тренер   | Сезоны  | Регулярка                    | Финалы                       |
| -------- | ------- | ---------------------------- | ---------------------------- |
| Шейн Хил | 2015/16 | 15-9 (62,5)                  | 1-1 (50,0)                   |
| Всего    |         | 15-9 (62,5)                  | 1-1 (50,0)                   |

## Награды
| Награды              | Игроки и сезоны |
| -------------------- | --------------- |
| Чемпионка ЖНБЛ       | нет             |
| Большой финал ЖНБЛ   | нет             |
| Финалы ЖНБЛ          | 1 (2015/16)     |
| MVP ЖНБЛ             | нет             |
| MVP финала ЖНБЛ      | нет             |
| Лучший игрок обороны | нет             |
| Лучший снайпер       | нет             |
| Лучший новичок       | нет             |
| Лучший тренер        | нет             |